# Tren San Fernando-Estación Central
Tren San Fernando-Estación Central es un servicio de tren de cercanías que  conecta Santiago con San Fernando entre la Región Metropilitana de Santiago y la Región del Libertador General Bernardo O'higgins, respectivamente, y es operado por la Empresa de los Ferrocarriles del Estado.
Durante el primer semestre de 2025, opera con siete frecuencias diarias de lunes a viernes, dos los sábados y tres los domingos

## Historia

### Metrotren (1990-2012)

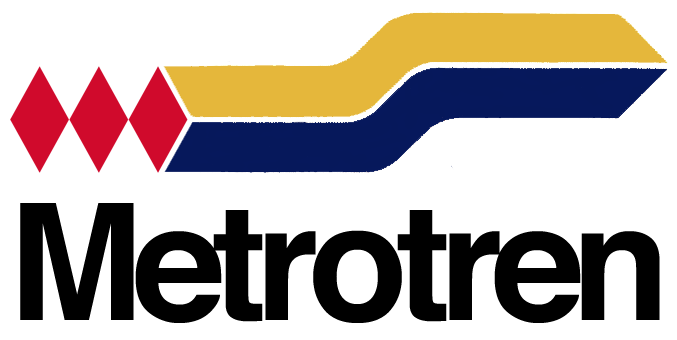
Símbolo de Metrotren en los años 1990.

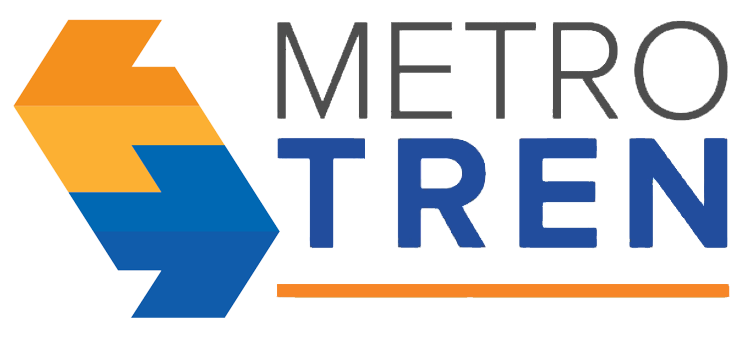
Logo de Metrotren entre los años 2017-2021.

El servicio Metrotren fue inaugurado oficialmente el 25 de octubre de 1990 con seis viajes diarios, tres en dirección a la Región de O'Higgins y tres de vuelta a la capital, siendo cancelado el servicio hacia Talagante debido a la baja demanda, mientras que el 11 de mayo de 1991 se inauguró un servicio diario de Metrotren hacia Til Til (con detenciones en Alameda, Yungay, Renca, Quilicura, Colina, Batuco, Polpaico y Til Til), el cual también sería cancelado poco tiempo después. Para la puesta en marcha del sistema, se reacondicionaron tres Automotores Eléctricos Locales (AEL), fabricados por las empresas japonesas Hitachi, Toshiba y Kawasaki, y adquiridos a través de Nissho Iwai en 1973 por encargo de EFE.
Entre 1997 y 2001 EFE compró 16 trenes UT-440 a la Red Nacional de Ferrocarriles Españoles (RENFE) de los cuales cuatro se destinaron al Metro Valparaíso (números 201 al 204) y doce fueron reacondicionados para el Metrotren (números 101 al 112). El 28 de diciembre de 2000, se extendió el servicio hasta San Fernando, alcanzando éste una longitud de 133,8 kilómetros. El 27 de junio de 2002, se inauguró una estación en el Buin Zoo.
Entre 2006 y 2007, se realizó una modernización del tramo entre Santiago y San Fernando, que es el que abarca el servicio del Metrotren. En ese período se implementó el Proyecto SEC (Provisión de Sistemas de Señalización, Electrificación y
Comunicaciones), y se realizó el reacondicionamiento de las 17 estaciones en que se detiene el Metrotren, exceptuando Alameda. También se pasó de la combinación clásica de colores azul y blanco para los automotores, a un color anaranjado como parte de la homologación que EFE hizo de sus servicios de cercanías, Metrotren y Biotrén. Ello abrió la posibilidad de que ambos servicios puedan intercambiar sus automotores UT-440 o incluso suplir un servicio al otro, como fue el caso de dos automotores de Biotrén que sufrieron desperfectos en Hualqui por un temporal, por lo cual se utilizó material rodante del Metrotren en ese servicio.

### «Rancagua Xpress», «Nos Xpress» y cancelación del servicio (2012-2017)
En 2012 se anunció la renovación total del servicio hacia Rancagua y Nos, cambiándole la denominación a Rancagua y Nos Xpress, respectivamente. Además de  contemplar la cuadruplicación, confinamiento y mejoramiento de la vía hasta Nos, nuevas estaciones con mesanina subterránea y desnivelamiento de todos los cruces hasta Rancagua. El Nos Xpress contempla un recorrido desde la estación Alameda hasta Nos con frecuencias de 12 a 6 minutos, mientras que para Rancagua se contempla que el servicio evite las estaciones hasta Nos, reduciendo el tiempo de viaje a 40 minutos. Además se anunció la compra de material nuevo, en este caso, el modelo X'Trapolis Modular de la compañía Alstom. Entre octubre y diciembre de 2015 se suspendieron todos los servicios de trenes para mejorar y construir nuevas vías e infraestructura para los nuevos servicios que circularían hasta las localidades de Rancagua y Nos.
En diciembre de 2016 se dio paso a la marcha blanca del servicio Metrotren Nos el cual pasó a estar completamente operativo en el primer semestre de 2017. Con esta modernización de los servicios que originalmente eran conocidos como «Metrotren Rancagua» y «Metrotren Nos», el servicio a San Fernando quedó completamente suprimido y en desuso a partir de inicios del 2017, ya que los trenes únicamente llegaban hasta la estación Rancagua y hasta la estación Nos, respectivamente. 
El 24 de mayo de 2021 la denominación «Metrotren» fue abandonada oficialmente en el marco del proceso de cambio de imagen corporativa de EFE, pasando sus 2 servicios a tener denominaciones genéricas: Tren Nos-Estación Central y Tren Rancagua-Estación Central.

### Tren San Fernando-Estación Central (2021-)
El Tren San Fernando-Estación Central fue pensado originalmente como un servicio piloto de extensión del Tren Rancagua-Estación Central. Inició sus operaciones el 12 de octubre de 2021, considerando en su trazado todas las estaciones del Tren Rancagua, así como la inclusión de otras 2 estaciones, las cuales serían Rengo y San Fernando.
Fue anunciado por el Subsecretario de Transportes, José Luis Domínguez, junto al Gerente General de EFE, Patricio Pérez como un plan piloto de extensión que iría desde San Fernando hasta Estación Central, el cual consideraba cuatro servicios diarios.
El 12 de octubre de 2021 se inici+o el servicio a San Fernando. El servicio tiene solamente 3 salidas en el horario AM punta mañana (desde San Fernando) y 3 salidas en el horario PM punta tarde (desde Estación Central), operando únicamente de lunes a viernes.
El 19 de agosto de 2022, el presidente Gabriel Boric anunció nuevas detenciones del tren en el tramo Rancagua–San Fernando, para ello se habilitarán las estaciones Requínoa, Rosario y Pelequén. Se espera que las estaciones vuelvan a estar operativas entre 2023 y 2024. De esta manera se recuperó el servicio que fue suprimido en el año 2017 debido a la inauguración del Tren hasta Rancagua.
La Empresa de Ferrocarriles del Estado (EFE) manifestó que en el mes de diciembre del 2023 debiesen licitarse las obras para habilitar las estaciones de Requínoa y Rosario, agregando que “el Presidente de la República anunció en agosto de 2022 la futura habilitación de tres nuevas paradas en el tramo San Fernando – Rancagua, incluyendo Requínoa, Rosario y Pelequén. Este proyecto está siendo desarrollado en colaboración con la Dirección Regional de Arquitectura de la Región de O'Higgins”. En noviembre de 2023, se anunció que será el Gobierno Regional de O'Higgins quien financie la recuperación y conservación de las estaciones Requínoa, Rosario, Rengo y Pelequén. En septiembre de 2024, se anunció que en una colaboración entre EFE y el gobierno regional se dio inicio a las obras de restauración de las estaciones Requínoa y Rosario, por lo cual se espera que ambas se encuentren habilitadas durante el primer semestre de 2025.

## Estructura

### Tarifas y métodos de pago
El servicio Tren San Fernando-Estación Central posee como único medio pago la tarjeta TrenCentral, al igual que el Tren Rancagua-Estación Central la cual se activa sin contacto y debe ser acercada a los torniquetes al ingresar y salir del servicio, dado que el cobro es por tramo recorrido, no existiendo una tarifa fija a diferencia del servicio Nos-Estación Central.
El valor de los pasajes es diferenciado según los cuatro tramos del recorrido. Entre Estación Central y San Bernardo tendrá un costo de $970; en el tramo Buin Zoo y Hospital, $1.450; entre San Francisco y Rancagua, $2.400; y en el tramo de Rengo y San Fernando tiene un costo de $3.400.
El pasaje podrá ser pagado con la tarjeta electrónica del servicio a Rancagua, que tiene un costo de $1.300 y que podrá ser adquirida y recargada todos los puntos de la red, incluyendo las estaciones de Rengo y San Fernando.
Al ser un servicio reciente los precios pueden variar, por ello es mejor revisar la página oficial de EFE Tren San Fernando-Estación Central en el cual se detallan los horarios, precios y trazado de este servicio.

## Estaciones
El servicio cuenta con 12 estaciones desde Estación Central hasta San Fernando. Actualmente hay 3 estaciones que están siendo licitadas y planificadas para ser reabiertas a los usuarios a futuro.
Las estaciones, en el sentido de norte a sur, son las siguientes:
| Estación         | Inauguración          | Acceso para discapacitados | Ubicación                                      | Comuna           | Comb.      | Estación                  | Posición    |
| ---------------- | --------------------- | -------------------------- | ---------------------------------------------- | ---------------- | ---------- | ------------------------- | ----------- |
| Estación Central | 12 de octubre de 2021 | Acceso para discapacitados | Av. Libertador Bernardo O'Higgins 3170         | Estación Central | ·          | Terminal y de combinación | Superficial |
| San Bernardo     | 12 de octubre de 2021 | Acceso para discapacitados | Av. Arturo Prat 495                            | San Bernardo     | [ nota 3 ] | De combinación            | Superficial |
| Buin Zoo         | 12 de octubre de 2021 | Acceso para discapacitados | Panamericana Sur 01397, km 32                  | Buin             |            | De paso                   | Superficial |
| Buin             | 12 de octubre de 2021 | Acceso para discapacitados | Pasaje El Guardavías alt. 200-248              | Buin             |            | De paso                   | Superficial |
| Linderos         | 12 de octubre de 2021 | Acceso para discapacitados | Pasaje Estación S/N                            | Buin             |            | De paso                   | Superficial |
| Paine            | 12 de octubre de 2021 | Acceso para discapacitados | Avenida Balmaceda con Miguel Campino           | Paine            |            | De paso                   | Superficial |
| Hospital         | 12 de octubre de 2021 | Acceso para discapacitados | Recinto Estación S/N                           | Paine            |            | De paso                   | Superficial |
| San Francisco    | 12 de octubre de 2021 | Acceso para discapacitados | Recinto Estación S/N frente a Pasaje O'Higgins | Mostazal         |            | De paso                   | Superficial |
| Graneros         | 12 de octubre de 2021 | Acceso para discapacitados | Recinto Estación S/N frente a Barros Borgoño   | Graneros         |            | De paso                   | Superficial |
| Rancagua         | 12 de octubre de 2021 | Acceso para discapacitados | Avenida Estación S/N                           | Rancagua         | ·          | De combinación            | Superficial |
| Requínoa         | c. 2026               | Acceso para discapacitados | Av. Comercio                                   | Requínoa         |            | En restauración           | Superficial |
| Rosario          | c. 2026               | Acceso para discapacitados | Calle Buques y Maderas 50                      | Rengo            |            | En restauración           | Superficial |
| Rengo            | 12 de octubre de 2021 | Acceso para discapacitados | Av. José Bisquert s/n                          | Rengo            |            | De paso                   | Superficial |
| Pelequén         | ?                     | Acceso para discapacitados | Calle alternativa                              | Malloa           |            | En planificación          | Superficial |
| San Fernando     | 12 de octubre de 2021 | Acceso para discapacitados | Calle Quechereguas s/n                         | San Fernando     | ·          | Terminal y de combinación | Superficial |

## Material rodante

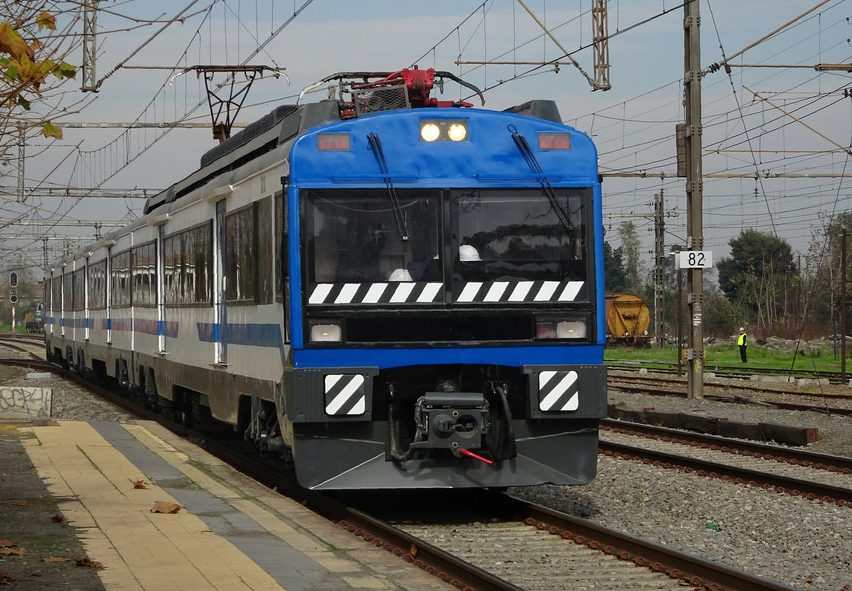
UT-440 (1997-2001)

Para la implementación de este servicio inicialmente se usaron trenes UTS-444, que cuentan con mayor capacidad de transporte de pasajeros.
En la actualidad el servicio está compuesto por: 
- 2 trenes UT-440[cita requerida], los cuales ingresan al servicio de Metrotren a inicios de los años 2000.
- 3 trenes UTS-444[cita requerida], los cuales ingresan al servicio de TerraSur en 2001.